# Radio Banana
Radio Banana war ein Piratensender der Schweiz, der seine Sendungen von Dezember 1979 bis Anfang 1981 vorwiegend im Raum Zürich ausstrahlte. Dabei arbeitete er teilweise auf der Frequenz des an der schweiz-italienischen Grenze auf italienischem Boden platzierten Radio 24, da dessen Programm in Zürich nur noch schwach zu empfangen war und sich diese Wellenlänge somit zum Kapern anbot.

## Geschichte
Die Schweiz nutzte in dem UKW-Frequenzband lange nur den Bereich von 87,5–100 MHz für Radiosender, hielt aber auch die Bereiche von 100–104 MHz (später vorgesehen sogar bis 108 MHz) noch frei. Diese Frequenzen, vorzugsweise die 101, nutzten somit sog. Piratensender ohne Radiosende- oder Funk-Konzession gern für sich, zumal sich die handelsüblichen Radioempfänger dafür eigneten.

„Aktivistische Radios wussten rund um die Opernhaus Krawalle im Sommer 1980 genau, dass einige Stadtbewohnerinnen das seichte Programm «Radio 24» genossen, als sie auf dem populären Sender aus Italien ihre eigenen Sendungen auf anderen Frequenzen ankündeten. Während gemeinsamen Nachtessen entstanden die kreativen und lockeren Sendungen von «Radio Banana»: Plauschige Plaudereien, politische Gedanken zu den Forderungen rund um Freiräume und Alternativen zum grauen Zürich der 1970er Jahre waren ebenso Inhalt dieser kurzen Radiofeatures wie die neuste Musik.“

So machte es sich Radio Banana zur Aufgabe, aktuelle Hintergrund-Informationen aufzubereiten zum Beispiel:
- zu der Zürcher Jugendbewegung, wo es über die Krawalle und die Polizeieinsätze aus Sicht der Betroffenen berichtete,
- zu den damaligen Zuständen im Gefängnis Regensdorf, heute Justizvollzugsanstalt Pöschwies[4]
- oder in der Erziehungsanstalt Uitikon[5]
- sowie über das sog. Globus-Go-In, bei dem eine Art kollektiven Ladendiebstahls organisiert wurde,[6]

teils auch auf eher humorvolle Art und mit den einfachsten Mitteln, um im Fall der Aufspürung durch die Funküberwachung der PTT den Sender schnell abbauen und andernorts wieder aufbauen zu können.